# Turtle River n.º 469
Turtle River n.º 469 es un municipio rural canadiense situado en la provincia de Saskatchewan.

## Superficie
Turtle River n.º 469 tiene una superficie de 655,72 km².

## Demografía
En 2021, tenía 307 habitantes, una densidad poblacional de 0,5 hab./km², y 133 viviendas.